# Vry
Vry est une commune française située dans le département de la Moselle en région Grand Est.

## Géographie
Vry est une commune située au nord-est de Metz, sur les hauteurs des côtes de Moselle qui viennent y laisser place à de multiples petites vallées.
La vallée de la Moselle est donc à l'ouest du village qui la surplombe malgré un versant très doux.
De l'autre côté, au nord-est du village, c'est le début de la vallée de la Canner (qui y prend sa source) qui débute dans un cadre forestier et naturel qui contraste avec la vallée très urbanisée de la Moselle (450 000 habitants sur les 30 kilomètres qui séparent Metz de Thionville).
La commune comporte une annexe, un peu plus modeste et sans église ou chapelle : Gondreville. Ce hameau est à l'est du village et surplombe, lui, la vallée de la Nied qui s'en va vers Boulay-Moselle, Bouzonville puis l'Allemagne.
La commune se situe dans le site inscrit de la  vallée de la Canner.

### Communes limitrophes
|              | Saint-Hubert |                       |
| Vigy         | Vry          | Charleville-sous-Bois |
| Sainte-Barbe | Hayes        |                       |

### Hydrographie
La commune est située dans le bassin versant du Rhin au sein du bassin Rhin-Meuse. Elle est drainée par le ruisseau le Canner, le ruisseau la Bevotte, le ruisseau de Longuerieul, le Rupt a Lue et le ruisseau de St-Hubert.
Le Canner, d'une longueur totale de 29,4 km, prend sa source dans la commune  et se jette  dans la Moselle à Kœnigsmacker, après avoir traversé onze communes.
Le ruisseau la Bevotte, d'une longueur totale de 12,1 km, prend sa source dans la commune  et se jette  dans la Moselle à Argancy, après avoir traversé six communes.

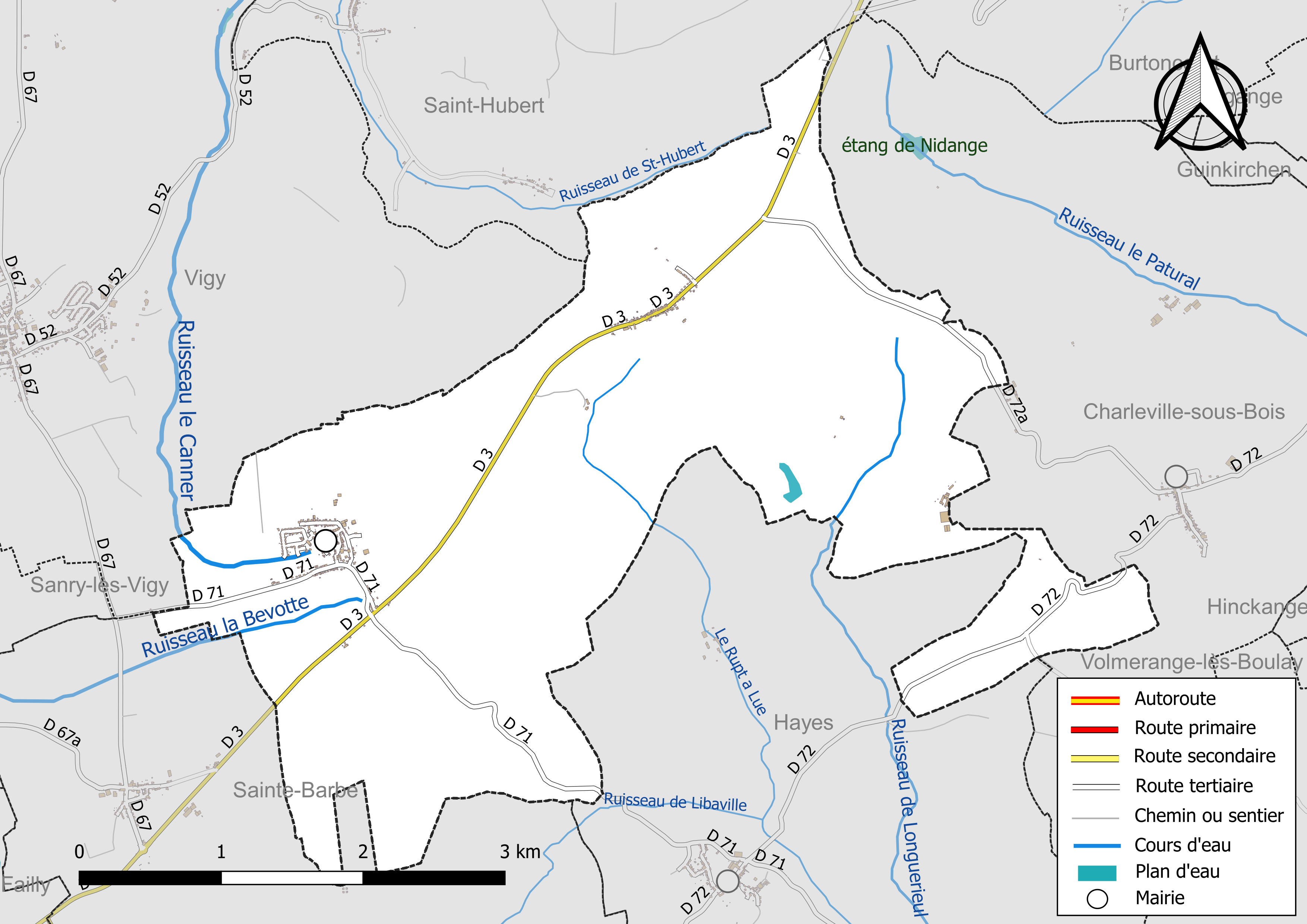
Réseaux hydrographique et routier de Vry.

La qualité des eaux des principaux cours d’eau de la commune, notamment du ruisseau le Canner et du ruisseau la Bevotte, peut être consultée sur un site spécial géré par les agences de l’eau et l’Agence française pour la biodiversité.

### Climat
Pour des articles plus généraux, voir Climat du Grand Est et Climat de la Moselle.
En 2010, le climat de la commune est de type climat des marges montargnardes, selon une étude du Centre national de la recherche scientifique s'appuyant sur une série de données couvrant la période 1971-2000. En 2020, Météo-France publie une typologie des climats de la France métropolitaine dans laquelle la commune est exposée à un climat semi-continental et est dans la région climatique  Lorraine, plateau de Langres, Morvan, caractérisée par un hiver rude (1,5 °C), des vents modérés et des brouillards fréquents en automne et hiver. 
Pour la période 1971-2000, la température annuelle moyenne est de 9,5 °C, avec une amplitude thermique annuelle de 16,8 °C. Le cumul annuel moyen de précipitations est de 840 mm, avec 12,5 jours de précipitations en janvier et 9,3 jours en juillet. Pour la période 1991-2020, la température moyenne annuelle observée sur la station météorologique de Météo-France la plus proche, « Malancourt », sur la commune d'Amnéville à 16 km à vol d'oiseau, est de 10,2 °C et le cumul annuel moyen de précipitations est de 884,1 mm. 
La température maximale relevée sur cette station est de 39,3 °C, atteinte le 25 juillet 2019 ; la température minimale est de −17,9 °C, atteinte le 5 janvier 1985,,. 
Les paramètres climatiques de la commune ont été estimés pour le milieu du siècle (2041-2070) selon différents scénarios d'émission de gaz à effet de serre à partir des nouvelles projections climatiques de référence DRIAS-2020. Ils sont consultables sur un site spécial publié par Météo-France en novembre 2022.

## Urbanisme

### Typologie
Au 1er janvier 2024, Vry est catégorisée commune rurale à habitat dispersé, selon la nouvelle grille communale de densité à sept niveaux définie par l'Insee en 2022.
Elle est située hors unité urbaine. Par ailleurs la commune fait partie de l'aire d'attraction de Metz, dont elle est une commune de la couronne,. Cette aire, qui regroupe 245 communes, est catégorisée dans les aires de 200 000 à moins de 700 000 habitants,.

### Occupation des sols
L'occupation des sols de la commune, telle qu'elle ressort de la base de données européenne d’occupation biophysique des sols Corine Land Cover (CLC), est marquée par l'importance des territoires agricoles (58,3 % en 2018), en diminution par rapport à 1990 (61,7 %). La répartition détaillée en 2018 est la suivante : 
terres arables (40,5 %), forêts (40 %), prairies (14,5 %), cultures permanentes (3,3 %), zones urbanisées (1,7 %). L'évolution de l’occupation des sols de la commune et de ses infrastructures peut être observée sur les différentes représentations cartographiques du territoire : la carte de Cassini (XVIIIe siècle), la carte d'état-major (1820-1866) et les cartes ou photos aériennes de l'IGN pour la période actuelle (1950 à aujourd'hui).

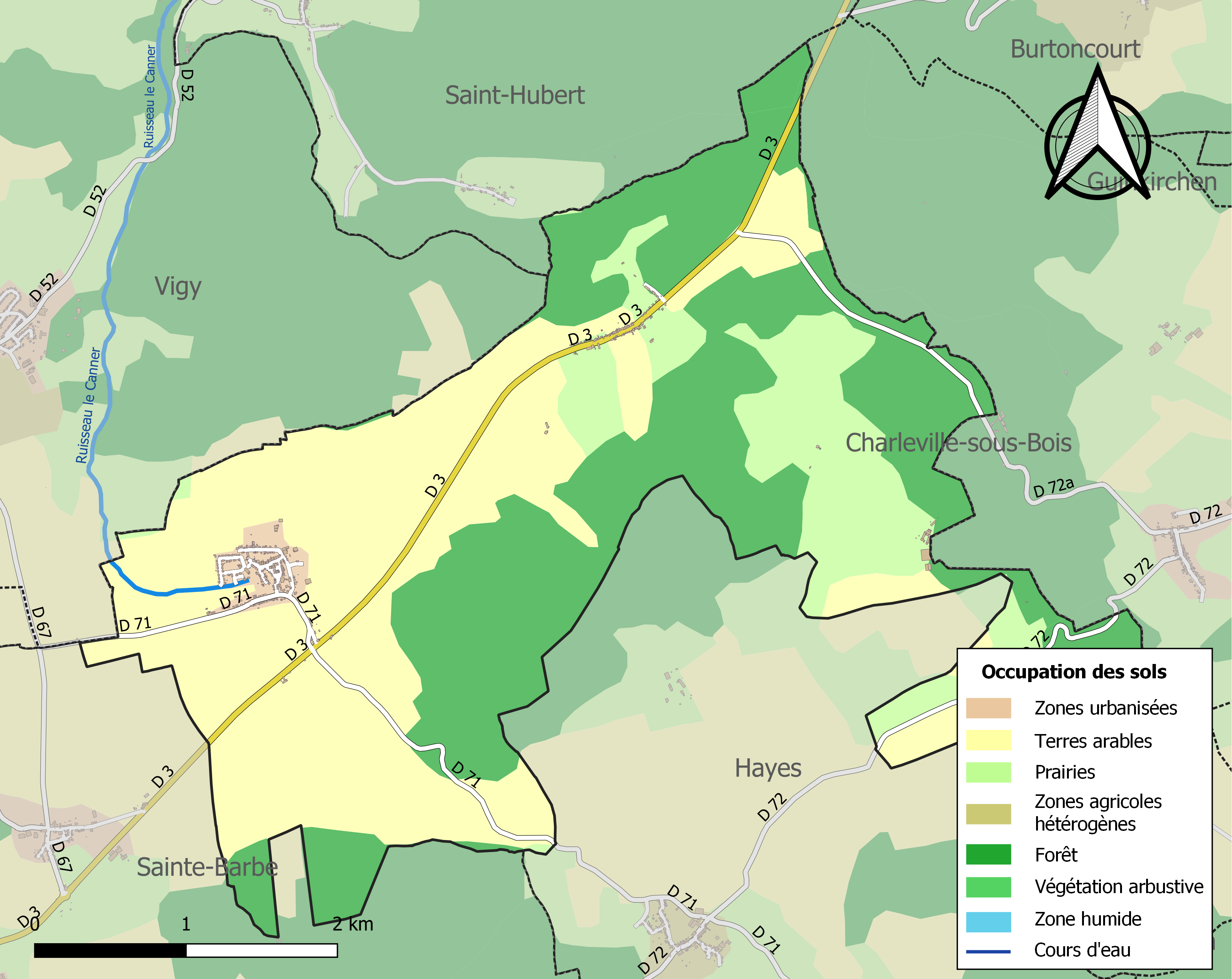
Carte des infrastructures et de l'occupation des sols de la commune en 2018 (CLC).

## Toponymie
- Son nom provient d'un homme gallo-romain Verius et peut donc se lire : le domaine de Verius. La famille en titre de Verey a existé jusqu'au XVe siècle.
- Ferich et Verich (sans date)[16] ; Virei (1184 ) ; Vireium (1205) ; Veirey (1284) ; Werry (1365) ; Werey/Werrey (XVe siècle) ; Verey (1404) ; Wery/Very (1408) ; Virey (1424) ; Vrey/Vray (1444) ; Vereyum (1451) ; Very (1460) ; Vireyo/Vyreio (1544) ; Vri/la petite Metz (1638) ; La petite Metz (1682), Vry (1793), Verich (1915-1918), Werich (1940-1944).

## Histoire
La fondation de Vry semble remonter à l'époque gallo-romaine. Le village faisait partie du Haut-Chemin, mairie de Porte Muzelle dans le pays messin.
Il appartint d'abord à l'évêque de Metz, puis les Messins en firent la conquête. Il fut plusieurs fois ravagé.
Son château fort était une forteresse, au même titre qu'Ennery, servant à protéger le pays messin.
Il fut détruit pendant la guerre des Amis (1232-1234) puis reconstruit quelques années plus tard.
En 1556, le gouverneur de la petite Metz (la place forte de Vry) est Mangin II Le Goullon, seigneur de Retonfey, député messin et secrétaire des commandements de Catherine de Médicis.
L'hôpital Saint-Nicolas de Metz deviendra seigneur de Vry ainsi que décimateur de la paroisse.
Les restes de la forteresse, ancien château fort, reconstruit puis ruiné, sont encore importants bien que forts délabrés.
On trouve de nombreux renseignements sur Vry dans les Chroniques Huguenin ainsi que dans les notes d'Auguste Prost.
L'historien G. Boulangé décrivait le château de Vry dans L'Austrasie en 1856-57 : « …pris du côté nord-ouest il fait voir la chaussée flanquée d'un côté, à gauche, par la « Tour du Châtelain », et de l'autre par une grosse tour percée d'embrasures pour l'artillerie, et enfin, à droite, toute la face de la courtine exposée en couchant jusqu'à la tour rectangulaire en partie ruinée. »

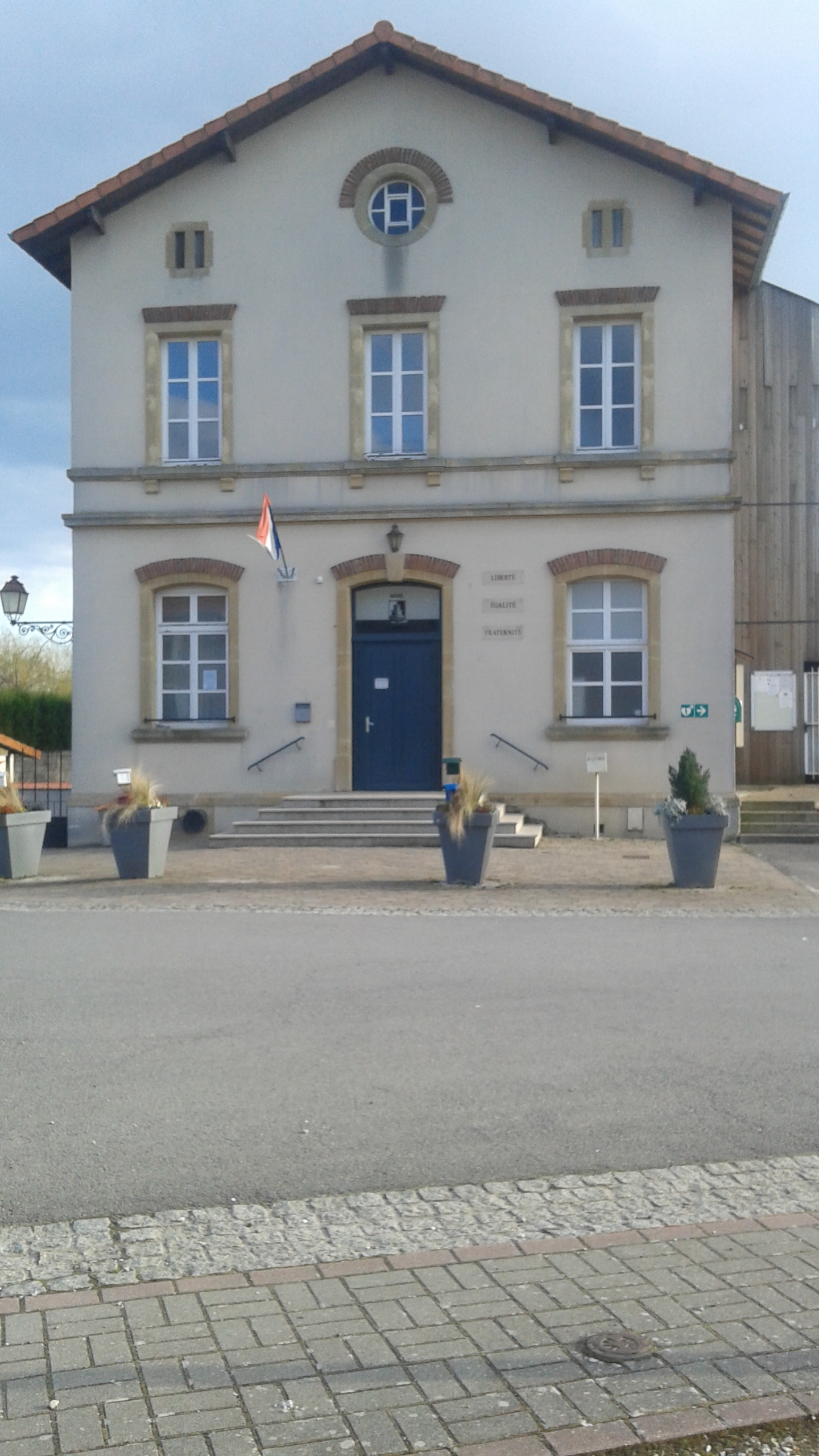
Mairie de Vry.

## Politique et administration
| Période                                  | Période   | Identité        | Étiquette | Qualité |
| ---------------------------------------- | --------- | --------------- | --------- | ------- |
| mars 1995                                | mars 2008 | Jean-Marie Ritz |           |         |
| mars 2008                                | 2014      | Michel Klein    |           |         |
| 2014                                     | mai 2020  | Jean-Marie Ritz |           |         |
| mai 2020                                 | En cours  | Dominique Mast  |           |         |
| Les données manquantes sont à compléter. |           |                 |           |         |

## Démographie
L'évolution du nombre d'habitants est connue à travers les recensements de la population effectués dans la commune depuis 1793. Pour les communes de moins de 10 000 habitants, une enquête de recensement portant sur toute la population est réalisée tous les cinq ans, les populations de référence des années intermédiaires étant quant à elles estimées par interpolation ou extrapolation. Pour la commune, le premier recensement exhaustif entrant dans le cadre du nouveau dispositif a été réalisé en 2006.

En 2022, la commune comptait 629 habitants, en évolution de +6,61 % par rapport à 2016 (Moselle : +0,52 %, France hors Mayotte : +2,11 %).
| 1793 | 1800 | 1806 | 1821 | 1836 | 1841 | 1861 | 1866 | 1871 |
| ---- | ---- | ---- | ---- | ---- | ---- | ---- | ---- | ---- |
| 257  | 294  | 312  | 567  | 607  | 578  | 505  | 475  | 392  |

| 1875 | 1880 | 1885 | 1890 | 1895 | 1900 | 1905 | 1910 | 1921 |
| ---- | ---- | ---- | ---- | ---- | ---- | ---- | ---- | ---- |
| 420  | 424  | 431  | 395  | 395  | 355  | 353  | 344  | 291  |

| 1926 | 1931 | 1936 | 1946 | 1954 | 1962 | 1968 | 1975 | 1982 |
| ---- | ---- | ---- | ---- | ---- | ---- | ---- | ---- | ---- |
| 263  | 253  | 262  | 241  | 246  | 212  | 182  | 184  | 253  |

| 1990 | 1999 | 2006 | 2011 | 2016 | 2021 | 2022 | - | - |
| ---- | ---- | ---- | ---- | ---- | ---- | ---- | - | - |
| 359  | 439  | 465  | 545  | 590  | 624  | 629  | - | - |

## Culture locale et patrimoine

### Lieux et monuments
- Ruines de l'ancienne forteresse, dont le tracé circulaire se reconnaît encore sur le parcellaire[21], qui comportaient prisons et chapelle : tours semi-circulaires. Détruit par les Messins pendant la guerre des Amis. Pris par les Ecorcheurs français en 1444.
- Monument aux morts de la Première Guerre mondiale et de la Seconde Guerre mondiale.
- La Neuville[précision nécessaire].

#### Édifice religieux
- Église néo-romane Saint-Rémi de 1910 : Vierge à l'Enfant XIVe siècle, retable de la crucifixion XVe siècle[réf. nécessaire].

### Héraldique
| Blason de Vry | Blason  | Parti d'argent et de sable, à la tour donjonnée et ouverte le donjon chargé d’un écusson, mouvant d'un mur crénelé, le tout de l'un en l'autre. |
| Blason de Vry | Détails | Le statut officiel du blason reste à déterminer.                                                                                                |